# 相嶋光久
相嶋 光久（あいじま みつひさ）は、戦国時代から安土桃山時代にかけての武将。毛利氏の家臣。毛利元就、隆元、輝元の三代に小者として仕えた。

## 生涯
天文6年（1536年）誕生。毛利元就、隆元、輝元の三代に小者として仕え、各地を転戦して度々感状を与えられた。
天文22年（1553年）4月12日、備後国三谿郡寄国における江田隆連との合戦において敵を討ち取った。天文23年（1554年）12月2日には安芸国高田郡佐々部の内の田5段を給地として与えられる。
永禄12年（1569年）、毛利氏の九州攻めに従軍し、豊前国の三岳城攻めで功を挙げ、安芸国佐伯郡吉和荒所の内に5貫目を与えられる。また、同年の尼子再興軍の雲州侵攻に呼応して旧山名氏家老の藤井皓玄が備後国の神辺城を奪取した藤井皓玄の乱において、光久は同年8月7日に鉄砲を用いて敵数人を射ち伏せる武功を挙げる。
天正10年（1582年）2月、織田方に奪われ木下重堅が守る因幡国の鳥取城を奪還するべく、吉川元春は出雲国の月山富田城を出陣した。同年3月15日、鳥取における合戦において光久は敵2人を討ち取ったが、組頭の河野元政（河野太郎左衛門）が戦死。河野元政の戦死を知った光久は、河野元政のもとへ引き返して敵勢と戦い戦死した。享年47。
これらの光久の武功により、後に子の元光が輝元に取り立てられることとなった。